# Abbaye de Forest (bière)
 (mars 2021).
Si vous disposez d'ouvrages ou d'articles de référence ou si vous connaissez des sites web de qualité traitant du thème abordé ici, merci de compléter l'article en donnant les références utiles à sa vérifiabilité et en les liant à la section « Notes et références ».
Pour les articles homonymes, voir Abbaye de Forest.
L'Abbaye de Forest est une  bière belge d'abbaye. Elle tire son nom de l'abbaye de Forest en région bruxelloise. Cette bière est brassée par la Brasserie de Silly en province de Hainaut.
Cette bière  porte les logos des bières belges d'abbaye reconnues et de la Belgian Family Brewers.

## Historique
Les abbesses bénédictines occupèrent l'abbaye de Forest de 1239 à 1794. Elles étaient entourées de nombreux artisans établis à proximité de l'abbaye parmi lesquels des vignerons, des menuisiers, des forgerons, des fermiers et des brasseurs. Les bâtiments qui ont survécu au démantèlement forment aujourd’hui un centre culturel pour séminaires, banquets et expositions. La bière Abbaye de Forest est brassée depuis 2005 par la Brasserie de Silly selon le respect de la tradition.

## Description
Cette bière blonde triple d'abbaye titre 6,5 % d'alcool et a une densité de 14° Plato. Il s'agit d'une bière légère, rafraîchissante et refermentée en bouteilles. Sur l'étiquette, figure une abbesse bénédictine devant un vitrail représentant l'abbaye de Forest.

## Prix
- 2008: Médaille de bronze à l'Australian International Beer Awards dans la catégorie “Abbey Style, Dubbel and Tripel”.
- 2009: Médaille de bronze à l'Australian International Beer Awards dans la catégorie “Abbey Style, Dubbel and Tripel”.